# Лантан
| 57         | Лантан |
| La138,9055 |        |
| 5d16s2     |        |

Ланта́н (химический символ — La, от греч. λανθάνειν — скрытный, прячущийся) — химический элемент 3-й группы (по устаревшей классификации — побочной подгруппы третьей группы, IIIB) шестого периода периодической системы химических элементов Д. И. Менделеева с атомным номером 57.
Входит в семейство лантаноидов (получившее по нему название) и, таким образом, является редкоземельным элементом.
Простое вещество лантан — мягкий блестящий металл серебристо-белого цвета.

## История
Лантан как химический элемент не удавалось открыть на протяжении 36 лет. В 1803 году 24-летний шведский химик Йёнс Якоб Берцелиус исследовал минерал, известный теперь под названием церит. В этом минерале была обнаружена иттриевая «земля» (земля — устаревший термин для тугоплавких оксидов) и ещё одна редкая земля, очень похожая на иттриевую. Её назвали цериевой. В 1826 г. Карл Мосандер исследовал цериевую землю и заключил, что она неоднородна, что в ней, помимо церия, содержится ещё один новый элемент. Доказать сложность цериевой земли Мосандеру удалось лишь в 1839 г. Он сумел выделить новый элемент, когда в его распоряжении оказалось большее количество церита.

## Происхождение названия
Новый элемент, обнаруженный в церите и мозандерите, по предложению Берцелиуса назвали лантаном. Оно было дано в честь истории его открытия и происходит от др.-греч. λανθάνω — «скрываюсь», «таюсь».

## Нахождение в природе
Лантан вместе с церием и неодимом относится к наиболее распространенным редкоземельным элементам. Содержание лантана в земной коре порядка 2,9·10−3% по массе, в морской воде — около 2,9·10−6мг/л. Основные промышленные минералы лантана — монацит, бастнезит, апатит и лопарит. В состав этих минералов также входят другие редкоземельные элементы.

## Физические свойства
Полная электронная конфигурация атома лантана: 1s22s22p63s23p63d104s24p65s24d105p66s24f05d1
Лантан — мягкий пластичный блестящий серебристо-белый металл, в чистом состоянии — ковкий и тягучий. Слабо парамагнитен. Кристаллическая структура плотноупакованная типа плотнейшей гексагональной упаковки.
Существует в трёх кристаллических модификациях: α-La с гексагональной решёткой (а=0,3772 нм, с=1,2144 нм, z=4, пространственная группа Р63/ттс), β-La с кубической решёткой типа меди (а=0,5296 нм, z=4, пространственная группа Fm3m), γ-La с кубической объёмноцентрированной решёткой типа α-Fe (а=0,426 нм, z=2, пространственная группа Im3m, устойчив до 920 °C) температуры переходов α↔β 277 °C и β↔γ 861 °C. DH° полиморфных переходов: α:β — 0,36 кДж/моль, β:γ — 3,12 кДж/моль. При переходе из одной модификации в другую меняется плотность лантана: α-La имеет плотность 6,162-6,18 г/см3, β-La — 6,19 г/см3, γ-La — 5,97 г/см3.
С некоторыми металлами, например, с цинком, магнием, кальцием, таллием, оловом, свинцом, никелем, кобальтом, марганцем, ртутью, серебром, алюминием, медью, кадмием и др., металлический лантан образует сплавы. С железом лантан образует пирофорный сплав.

## Химические свойства
По своим химическим свойствам лантан больше всего похож на 14 следующих за ним элементов, поэтому их называют лантаноидами. Металлический лантан обладает высокой химической активностью.
- Во влажном воздухе быстро превращается в осно́вный карбонат лантана:

{\displaystyle {\mathsf {4La+3O_{2}\ {\xrightarrow {}}\ 2La_{2}O_{3}}}}
{\displaystyle {\mathsf {La_{2}O_{3}+2CO_{2}+H_{2}O\ {\xrightarrow {}}\ 2LaCO_{3}(OH)}}}
- При 450 °C сгорает в кислороде с образованием оксида лантана(III):

{\displaystyle {\mathsf {4La+3O_{2}\ {\xrightarrow {450^{o}C}}\ 2La_{2}O_{3}}}}
- Медленно реагирует с холодной водой и быстро — с горячей, образуя гидроксид лантана(III)[6]:

{\displaystyle {\mathsf {2La+6H_{2}O\ {\xrightarrow {90^{o}C}}\ 2La(OH)_{3}+3H_{2}\uparrow }}}
- При нагревании лантан вступает в реакции со фтором, хлором, бромом и иодом, давая соответственно фторид, хлорид, бромид и иодид[6]:

{\displaystyle {\mathsf {2La+3F_{2}\ {\xrightarrow {100^{o}C}}\ 2LaF_{3}}}}
{\displaystyle {\mathsf {2La+3Cl_{2}\ {\xrightarrow {100^{o}C}}\ 2LaCl_{3}}}}
{\displaystyle {\mathsf {2La+3Br_{2}\ {\xrightarrow {t^{o}C}}\ 2LaBr_{3}}}}
{\displaystyle {\mathsf {2La+3I_{2}\ {\xrightarrow {t^{o}C}}\ 2LaI_{3}}}}
- Легко взаимодействует с минеральными кислотами с образованием ионов La3+ и водорода. Вполне возможно, что в водном растворе ион La3+ в значительной степени существует как комплексный ион [La(OH2)9]3+[6]:

{\displaystyle {\mathsf {2La+3H_{2}SO_{4}\ {\xrightarrow {H_{2}O}}\ 2La^{3+}+3SO_{4}^{2-}+3H_{2}\uparrow }}}

### Основные соединения
- Ацетилацетонат лантана — органическое соединение, хелат, формула La(С5H7O2)3. Представляет собой бесцветное твёрдое вещество, хорошо растворимое в воде и органических растворителях. Получается реакцией солей лантана со спиртовым раствором ацетилацетона.
- Бензоилацетонат лантана — хелатное соединение лантана, формула La(C10H9O2)3. Образует жёлтые призматические кристаллы. Получается взаимодействием солей лантана со спиртовым раствором бензоилацетона.
- Бромид лантана(III) — бинарное соединение, формула LaBr3. Образует белые кристаллы, хорошо растворимые в воде. Получают действием бромоводорода на оксид или сульфид лантана.
- Гидрид лантана(III) — бинарное соединение, формула LaH3. Представляет собой тёмно-синее кристаллическое вещество; реагирует с водой с образованием гидроксида лантана. Получается действием водорода на лантан при 210—290 °С.
- Гидроксид лантана(III) — белое нерастворимое в воде вещество с формулой La(OH)3. Образуется при действии горячей воды на металлический лантан или на оксид. При температурах выше 300 °С — разлагается.
- Иодид лантана(III) — бинарное соединение, формула LaI3. Образует кристаллы жёлто-зелёного цвета, хорошо растворимые в воде и органических растворителях. Получают нагреванием лантана и иода в инертной атмосфере.
- Карбид лантана(III) — бинарное соединение лантана с углеродом, формула LaС2. Образует жёлтые кристаллы. Реагирует с водой с образованием гидроксида и с выделением этана и ацетилена.
- Карбонат лантана(III) — бесцветное кристаллическое вещество с формулой La2(CO3)2, образует кристаллогидрат состава La2(CO3)2·8H2O. Получается пропусканием углекислого газа через суспензию гидроксида лантана.
- Купферонат лантана — органическое вещество, хелат, формула [La{C6H5N(NO)O}3]. Образует жёлтые кристаллы. Получается реакцией хлорида лантана с раствором купферона в кислой среде.
- Нитрат лантана(III) — бесцветное кристаллическое вещество с формулой La(NO3)3; хорошо растворяется в воде и органических растворителях. Получается растворением лантана, его оксида или гидроксида в азотной кислоте.
- Оксалат лантана(III) — бесцветное вещество, формула La2(C2O4)3. Не растворяется в воде. Получается действием на растворимые соли лантана избытком щавелевой кислоты.
- Оксид лантана(III) — белые кристаллы, формула La2O3. Не растворяется в воде, но медленно реагирует с ней. Получается сгоранием лантана на воздухе или разложением его солей при высоких температурах. Растворяется в кислотах с образованием солей La(III). На воздухе поглощает углекислый газ, постепенно превращаясь в основной карбонат лантана.
- Оксисульфид лантана — желтовато-белые гексагональные кристаллы с формулой La2O2S.
- Оксифторид лантана(III) — бесцветные кристаллы кубической сингонии, формула LaOF. Получают взаимодействием фторида лантана с водяными парами при 800 °С или спеканием оксида лантана с фторидом лантана в вакууме.
- Силицид лантана(III) — бинарное неорганическое соединение, формула LaSi2. Образует серые кристаллы.
- Сульфат лантана(III) — бесцветные кристаллы, растворимые в воде, формула La2(SO4)3. Получается растворением металлического лантана, его оксида или гидроксида в серной кислоте. Разлагается при нагревании.
- Сульфиды лантана — бинарные неорганические соединения лантана и серы. Сульфид лантана(III) имеет формулу La2S3; образует жёлто-красные кристаллы, нерастворимые в воде. Получается действием паров серы на лантан при 600—800 °С. Моносульфид лантана LaS — образует золотистые кристаллы кубической сингонии. Дисульфид лантана LaS2 — коричневые кристаллы.
- Фосфат лантана(III) — бесцветные кристаллы, плохо растворимые в воде, формула LaPO4. Получается обменной реакцией между растворимой солью лантана и фосфатом щелочного металла.
- Фосфид лантана(III) — бинарное неорганическое соединение, чёрные кристаллы с формулой LaP. Получается реакцией лантана и фосфора при 400—500 °С.
- Фторид лантана(III) — бесцветное вещество с формулой LaF3. Не растворяется в воде. Получают взаимодействием лантана с плавиковой кислотой либо прямым сгоранием лантана во фторе.
- Хлорид лантана(III) — бесцветное вещество с формулой LaCl3, хорошо растворимое в воде. Получается реакцией лантана с хлором или взаимодействием его с соляной кислотой.

### Минералы
- Бастнезит — минерал класса фторкарбонатов, формула (Ce, La, Y)CO3F. Образует прозрачные кристаллы жёлтого, оранжевого, красного и бурого цветов. Твёрдость по Моосу — 4—4,5; удельный вес — 4,93—5,18. Может содержать от 34,7 до 45,8 % оксида лантана(III)[7].
- Гадолинит — чёрный (чёрно-бурый) минерал с жирным стекловатым блеском, формула (Ce, La, Nd, Y)2FeBe2Si2O10. Твёрдость по шкале Мооса — 6,5-7[8]. Удельный вес — 4-4,3[9]. Состав непостоянен.
- Монацит — минерал класса фосфатов, формула (Ce, La, Nd, Th)[PO4]. Может иметь жёлтую, красновато-бурую, гиацинтово-красную, оливиново-зеленую окраску; цвет черты — белый (зеленовато-белый). Твёрдость по Моосу — 5—5,5; удельный вес — 4,9—5,2[10]. Из-за высокого содержания урана и тория — радиоактивен.
- Ортит — бурый или чёрный минерал, класса силикатов. Химическая формула — (Ca, Ce, La, Y)2(Al, Fe)3(SiO4)3(OH)[11]. Твёрдость по Моосу — 5,5-6[12]. Удельный вес составляет 3,3—3,8[13].

## Получение
Получение лантана связано с разделением исходного сырья на фракции. Лантан концентрируется вместе с церием, празеодимом и неодимом. Сначала из смеси отделяют церий, затем оставшиеся элементы разделяют экстракцией.

## Применение

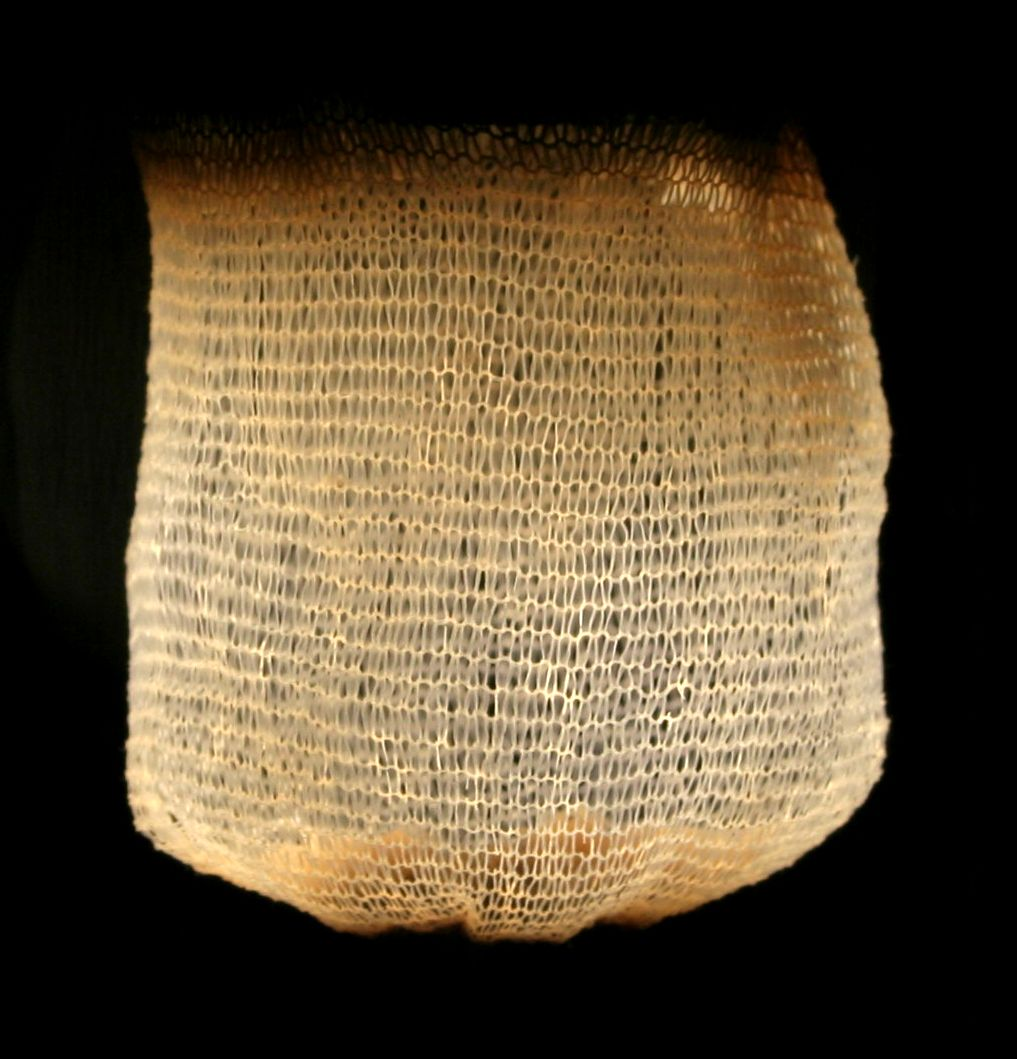
Калильная сетка

- Впервые в истории лантан применяли в газокалильных сетках. Австрийский химик Карл Ауэр фон Вельсбах использовал смесь, состоящую из 60 % оксида магния, 20 % оксида иттрия и 20 % оксида лантана, которая получила название Actinophor и была запатентована в 1885 году. Новый осветительный прибор («ауэровский колпачок») давал светло-зелёный свет[14][15].

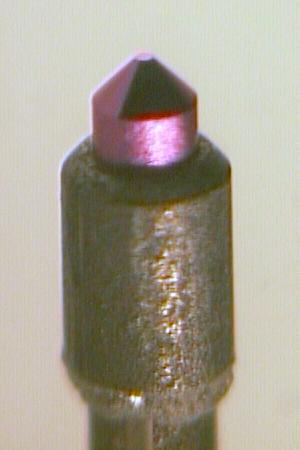
«Горячий катод», состоящий из борида лантана LaB_{6}

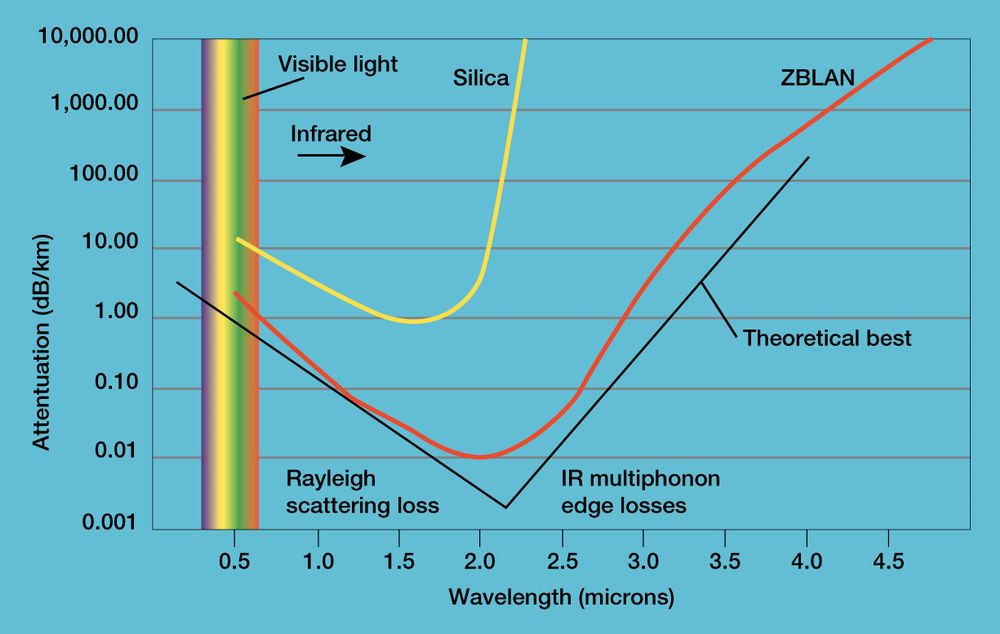
Диаграмма, показывающая поглощение света стеклом ZBLAN

- Оксид и борид лантана используются в электронно-вакуумных лампах как материал т. н. «горячего катода», то есть катода с высокой интенсивностью потока электронов. Кристаллы LaB6 применяются в источниках катодных лучей для электронных микроскопов[16].
- Лантан применяется как компонент сплавов никеля, магния, кобальта и др.[17]
- Соединение состава La(Ni3.55Mn0.4Al0.3Co0.4Fe0.35) используется для анодного материала никель-металл-гидридных аккумуляторов. Оно представляет собой интерметаллид AB5-типа[18][19].
- Чистый лантан практически не используется по причине своей высокой стоимости; вместо него применяется мишметалл: сплав с содержанием лантана 20—45 %[20][21]. Мишметалл является компонентом жаропрочных и коррозионностойких сплавов[17].
- Для производства типичного гибридного автомобиля Toyota Prius требуется 10—15 кг лантана, где он входит в состав аккумулятора[22][23].
- Карбонат лантана используется как лекарство, имеющее собственное название Fosrenol[24], применяющееся при гиперфосфатемии для поглощения избытка фосфатов[24].
- Лантан имеет свойство поглощать водород. Один объём этого вещества способен поглотить до 400 объёмов водорода в процессе обратимой адсорбции. Это свойство применяется для создания емких аккумуляторов водорода (металлогидридное хранение водорода) и в системах сохранения энергии, так как при растворении водорода в лантане выделяется теплота[21][25].
- Соли лантана и других редкоземельных элементов применяются в угольных дуговых лампах для увеличения яркости дуги[26]. Угольные дуговые лампы были популярны в кинопроекторах. На производство последних приходится около 25 % соединений лантана, которые изначально предполагались для дуговых ламп[21][27].
- Жидким лантаном извлекают плутоний из расплавленного урана[28].
- Небольшая добавка лантана к стали увеличивает её пластичность и деформируемость. Добавка лантана к молибдену уменьшает его твёрдость и чувствительность к перепадам температур[21].
- Фторид лантана — важный компонент люминофоров. В смеси с фторидом европия он используется в кристаллической мембране ионоселективных электродов[29]. Он также входит в состав стекла ZBLAN. Оно обладает улучшенным коэффициентом пропускания в инфракрасном диапазоне и поэтому применяется в волоконной оптике[30].
- Оксид лантана(III) — компонент специальных стёкол, высокотемпературной керамики, применяется также для производства других соединений лантана[21][31].
- Хлорид и бромид лантана применяются как сцинтилляторы с высоким световым выходом, лучшим энергетическим разрешением и временем высвечивания[32][33].
- Оксисульфид и алюминат лантана используются в люминофорах[17][34].
- Ионы лантана, как и пероксидаза хрена, используется в молекулярной биологии для усиления электрического сигнала до уровня, необходимого для детекции[35].
- Бентонитовая глина (т. н. Phoslock), в которой ионы натрия и кальция заменяются на ионы лантана, используется для очистки сточных вод от фосфатов[36].
- Небольшое количество соединений лантана связывает фосфаты в воде, в результате чего останавливается рост водорослей, которым необходимы соединения фосфора. Это свойство может применяться для очистки воды в бассейнах[37].
- Некоторые соединения лантана (и других редкоземельных элементов), например, хлориды и оксиды являются компонентами различных катализаторов, применяемых в частности, для крекинга нефти[38].
- Добавка оксида лантана (La2O3) к вольфраму используется при дуговой сварке вольфрамовым электродом, как замена радиоактивному торию[39][40].
- Лантан-бариевый метод радиометрического датирования иногда используется для оценки возраста горных пород и месторождений полезных ископаемых[41].

## Биологическая роль
В 1930-х годах советский учёный А. А. Дробков исследовал влияние редкоземельных металлов на культурные растения. Он проводил опыты с горохом, репой и другими растениями, вводя в грунт редкоземельные элементы (РЗЭ) вместе с бором, марганцем или без них. Результаты опытов показывали, что редкоземельные элементы, в том числе лантан, улучшают рост растений. Однако использование микроудобрений на основе лантана и других РЗЭ приводит к противоположным результатам для разных видов и даже сортов одного вида культурных растений. В Китае, являющемся ведущим мировым производителем РЗЭ, такие микроудобрения массово применяются в сельском хозяйстве.
Ионы лантана способны увеличивать амплитуду ГАМК-активированных сигналов на пирамидальных нейронах гена CA1, отмеченных в гиппокампе головного мозга. Получение этих данных позволило сравнить чувствительность рецепторов ГАМКA пирамидальных нейронов с аналогичными рецепторами других клеток по восприимчивости к ГАМК и ионам лантана.

## Изотопы
В природе лантан встречается в виде смеси двух изотопов: стабильного 139La и радиоактивного 138La (период полураспада 1,02⋅1011 лет). Доля более распространённого изотопа 139La в природной смеси составляет 99,911 %. Искусственно получены 39 неустойчивых изотопов с массовыми числами 117—155 и 12 ядерных изомеров лантана. Наиболее долгоживущим из них является лантан-137 с периодом полураспада около 60 тыс. лет. Остальные изотопы имеют периоды полураспада от нескольких миллисекунд до нескольких часов.

## Меры предосторожности
Лантан относится к умеренно-токсичным веществам. Металлическая пыль лантана, а также мелкие частицы его соединений могут раздражать верхние дыхательные пути при попадании их внутрь, а также вызвать пневмокониоз.